# Craig Thrasher
Craig Thrasher (ur. 16 grudnia 1970 w Chardon) – amerykański narciarz alpejski, uczestnik Zimowych Igrzysk Olimpijskich 1994 w Lillehammer.

## Kariera
Jego pierwsze zanotowane wyniki na arenie międzynarodowej to Mistrzostwa Świata Juniorów 1989 w Aleysce. Wystartował tam w zjeździe, zajmując 32. miejsce. Debiut w zawodach Pucharu Świata zaliczył 17 grudnia 1993 roku we włoskiej Val Gardenie. Zajął wtedy 39. miejsce w slalomie. Natomiast pierwsze pucharowe punkty zdobył 22 stycznia 1994 roku uzyskując 30. wynik w zjeździe w szwajcarskim Wengen. Najlepiej sobie radził w sezonie 1994/1995, kiedy to z dorobkiem 32 punktów zajął 92. miejsce w klasyfikacji generalnej. Uczestnik Zimowych Igrzysk Olimpijskich 1994 w Lillehammer. Wystartował tam wtedy w kombinacji, której nie ukończył oraz w zjeździe, gdzie uplasował się na 38. pozycji.

## Osiągnięcia

### Igrzyska olimpijskie
| Miejsce | Dzień     | Rok  | Miejscowość | Konkurencja | Czas biegu  | Strata  | Zwycięzca  |
| ------- | --------- | ---- | ----------- | ----------- | ----------- | ------- | ---------- |
| 38.     | 13 lutego | 1994 | Lillehammer | Zjazd       | 1:48,91 min | +3,16 s | Tommy Moe  |
| DNF     | 19 lutego | 1994 | Lillehammer | Kombinacja  | -           | -       | Lasse Kjus |

### Mistrzostwa świata juniorów
| Miejsce | Dzień      | Rok  | Miejscowość | Konkurencja | Czas biegu  | Strata  | Zwycięzca     |
| ------- | ---------- | ---- | ----------- | ----------- | ----------- | ------- | ------------- |
| 32.     | 5 kwietnia | 1989 | Aleyska     | Zjazd       | 1:32,31 min | +3,38 s | Ed Podivinsky |

### Puchar Świata

#### Miejsca w klasyfikacji generalnej
- 1993/1994: 102.
- 1994/1995: 92.
- 1995/1996: 150.